# CityBird
CityBird S.A. è stata una compagnia aerea fondata nell'agosto 1996 e con sede a Zaventem. A capo dell'iniziativa c'era Georges P. Gutelman già fondatore di Trans European Airways. La società dichiarò bancarotta il 4 ottobre 2001. La flotta comprendeva dodici aerei tra cui il Boeing 767-300ER, vari modelli Boeing 737 (serie -300, -400 e -800), l'Airbus A300F e il McDonnell Douglas MD.11. Oltre 50 città europee erano raggiunte. Citybird impiegava oltre 600 dipendenti ed era elencata al NASDAQ Europe aka Eastdaq con il simbolo CBIR (CityBird holding SA) nel novembre 1997. Sebbene avesse acquistato il primo aereo nel dicembre 1996, non iniziò le operazioni fino al marzo dell'anno successivo.
Gli aerei offrivano una business class "Royal Eagle", una premium economy "Premium Flamingo" e un'economy "Colibri". La filosofia operativa era "punto punto" piuttosto che "hub and spoke": tutti i voli transatlantici (da Los Angeles, Newark, Oakland, Miami, Orlando o Città del Messico) erano diretti all'aeroporto di Bruxelles (BRU). Tutti gli aerei avevano lo slogan "The Flying Dream".
Nel luglio 1999, CityBird inaugurò anche le attività merci utilizzando due Airbus A300-600F. L'anno seguente tutti i collegamenti regolari venivano interrotti.
Dopo la completa cessazione delle attività, avvenuta nell'estate 2001, Thomas Cook Airlines Belgium prese in considerazione la possibilità di acquistarla, ma in seguito si ritirò dalla trattativa.

## Flotta
Durante l'attività, CityBird operò con: